# Lycium cooperi
Lycium cooperi ist eine Pflanzenart aus der Gattung der Bocksdorne (Lycium) in der Familie der Nachtschattengewächse (Solanaceae).

## Beschreibung
Lycium cooperi ist ein 0,6 bis 2 m hoher, kräftiger, dicht verzweigter Strauch, der mit Stacheln bewehrt ist. Seine Laubblätter sind 1 bis 3,5 mm lang und 0,4 bis 1,3 mm breit und dicht drüsig oder klebrig behaart oder aber unbehaart.
Die Blüten sind fünfzählig und zwittrig. Der Kelch ist schüssel- oder langgestreckt-glockenförmig, unbehaart oder drüsig behaart. Die Kelchröhre erreicht eine Länge von 4 bis 14 mm. Die Krone ist grünlich-weiß mit violett gefärbten Adern. Ihre Form ist dreieckig-eiförmig. Die Kronröhre ist 8 bis 15 mm lang, die Länge der Kronlappen entspricht 1/4 bis 1/5 der Länge der Kronröhre. Die Staubfäden sind an der Basis spärlich behaart, der frei stehende Teil ist unbehaart.
Die Frucht ist eine grünlich-gelbe, eiförmige und mit einer Einschnürung versehene Beere mit einer Länge von 5 bis 10 mm. Sie enthält im oberen, Sklerenchym enthaltenden Bereich je ein bis zwei Samen je Fruchtblatt und fünf bis acht Samen im unteren Bereich.
Die Chromosomenzahl beträgt 2n = 24.

## Vorkommen
Die Art ist in Nordamerika verbreitet und kommt dort in den US-amerikanischen Bundesstaaten Arizona, Kalifornien und Nevada vor.

## Systematik
Molekularbiologische Untersuchungen platzieren die Art zusammen mit Lycium macrodon, Lycium pallidum, Lycium puberulum und Lycium shockleyi in eine Klade, die innerhalb der Gattung Lycium als Schwesterklade zur eigenständig geführten Gattung Grabowskia steht.

## Nachweise

### Hauptbelege
- J.S. Miller und R.A. Levin: Lycium cooperi. In: Project Lycieae